# Leoncavallo (centro sociale)

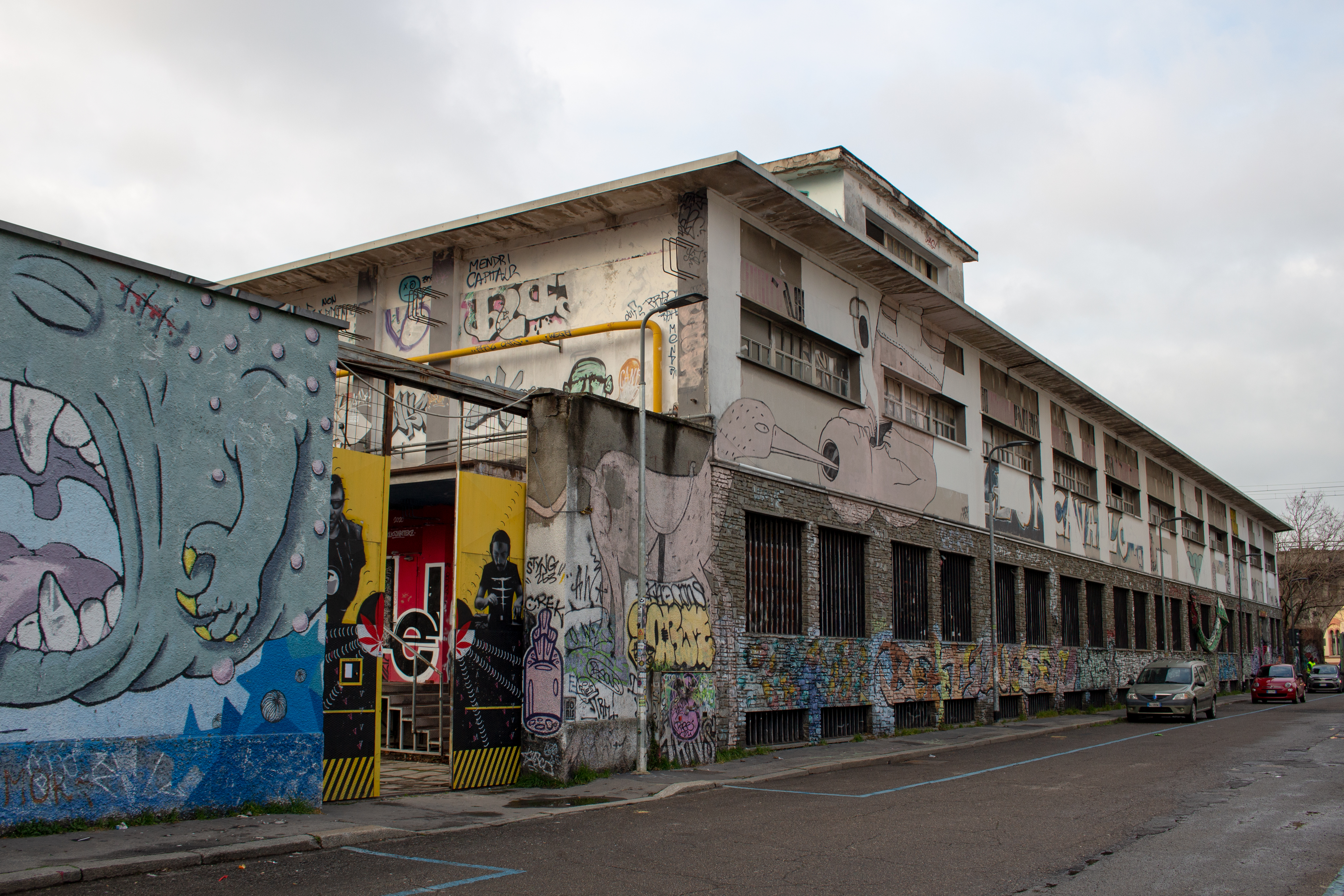
Il Leoncavallo visto da via Watteau

Il Leoncavallo è uno storico centro sociale autogestito di Milano, fondato nel 1975 nella cultura di massa considerato l'archetipo degli stessi, dagli anni 2000 autodefinito Spazio pubblico autogestito (Leoncavallo S.P.A.).
Posizionato fino al 1994 in via Leoncavallo, strada che gli dava il nome, nel quartiere Casoretto, poi per un breve periodo in via Salomone, si è quindi spostato in via Watteau.

## Storia

### 1975-1978, occupazione popolare, lotta all'eroina e omicidio di Fausto e Iaio

I funerali di Fausto e Iaio nell'abbazia di Casoretto (Milano)

La prima occupazione, il 18 ottobre 1975, fu di un piccolo stabile di via Mancinelli, nella periferia nord-est della città, ad opera di alcuni "comitati di Caseggiato" (in particolare di Casoretto e Lambrate), dei collettivi antifascisti  della zona e Avanguardia Operaia, e di qualche esponente dei movimenti Lotta Continua e Movimento Lavoratori per il Socialismo. Erano quindi rappresentate un'ampia gamma di ideologie, dagli "ex cattolici" libertari ai marxisti-leninisti. L'edificio, precedentemente utilizzato da tre aziende, era in stato di abbandono da anni. Una volta entrati nello stabile gli occupanti si resero conto dell'enorme magazzino abbandonato adiacente, di oltre 3 600 m², che si affacciava su via Ruggero Leoncavallo e ne fecero la sede del centro sociale fino al 1994.
Nel piano regolatore del 1975, su pressione del Consiglio di zona, l'area sarebbe dovuta essere sottoposta a vincolo per "servizi collettivi" ma, per un "errore", la variazione non comparve nella prima versione del documento, successivamente rivisto con l'introduzione del vincolo.
Il Leoncavallo si profilò quindi come una realtà di importanza cittadina ma fortemente radicato nel quartiere, in particolare all'ampia componente operaia di questo. La periferia nord-est di Milano era infatti sede di moltissime fabbriche e veniva considerata una estensione cittadina dell'area di Sesto San Giovanni definita la "Stalingrado d'Italia". Un certo grado di dialogo si venne a creare in particolare con le realtà del quartiere e con esponenti del PSI.
Le prime attività che furono realizzate dopo la pulizia ed il restauro della struttura, oltre ai concerti ed ai laboratori artistici ed artigianali, furono una stamperia per il materiale di controinformazione, l'allestimento di un capannone a teatro per alcune compagnie teatrali, la realtà femminista "Casa delle donne", la "Scuola Popolare" per permettere di far giungere alla licenza media i lavoratori. Fu inoltre trasmessa, dal 1978 al 1980, la radio libera Radio Specchio Rosso.
Negli anni seguenti l'eroina divenne un'emergenza sociale sempre più grave nelle periferie milanesi e al centro sociale venivano organizzate "ronde anti-spaccio" nel quartiere. Il 18 marzo 1978 vennero uccisi due frequentatori del centro sociale  Fausto e Iaio (Fausto Tinelli e Lorenzo Iannucci), a causa delle indagini sul traffico di eroina e cocaina nel quartiere che stavano portando avanti. Al centro sociale vennero stampati in una notte decine di migliaia di volantini, giunti in tutta Europa attraverso i canali del movimento. Ai funerali, avvenuti due giorni dopo il sequestro Moro, parteciparono 100.000 persone. Fu deciso di sfilare con bandiere rosse e striscioni operai, ma senza i simboli dei partiti e dei movimenti. Da quel momento le madri dei due ragazzi ed altre donne del quartiere iniziarono a partecipare alla vita del centro sociale, dando vita al gruppo delle "mamme del Leoncavallo".

### 1978-1985, crisi del movimento operaio
A fine anni settanta il Leoncavallo fu partecipe delle fratture che divisero il movimento, in seguito alla radicalizzazione della lotta armata. Le attività del centro sociale divennero più frammentate, con parecchi gruppi sempre meno in contatto tra loro, seguendo la logica della non-esclusione di nessuno. Le Brigate Rosse, che avevano anche emesso un comunicato di solidarietà per l'omicidio di Fausto e Iaio, godevano fino al 1977-1978 di una certa simpatia in una parte del centro sociale. Dal 1978 parte di essi fuoriuscì dal Leoncavallo e si unì alla lotta armata. L'attività politica verterà negli anni seguenti principalmente attorno al tema della "lotta alla repressione". Si disperde nei primi anni 1980 buona parte degli occupanti della prima ora. Nel 1983 alcune persone legate al centro vengono inquisite per collusione con i movimenti armati.
La riconversione della periferia milanese da realtà industriale a zona sempre più residenziale portò il centro sociale a perdere progressivamente l'identità operaia e strettamente legata al quartiere che lo contraddistingueva. Movimenti giovanili e studenteschi divennero sempre più protagonisti della realtà.

### 1985-1994, apertura alle nuove culture giovanili e tentato sgombero del 1989

23 settembre 1989: la manifestazione che portò alla rioccupazione del Leoncavallo

Dal 1980 il gruppo immobiliare "Scotti" proprietario dello stabile cercò di riottenere l'utilizzo di gran parte della struttura, ma gli fu negato. Vinse negli anni successivi un ricorso al TAR ed uno al Consiglio di Stato, facendo leva sull'assenza del vincolo nella prima stesura del piano regolatore del 1975 e sull'attesa riconversione della vicina stazione dei tram in area per servizi, poi non avvenuta.
Nel 1985 il centro sociale, dopo alcune riflessioni interne, si aprì a un collettivo di giovani punk e ad appartenenti ad altre subculture giovanili minori (dark, industrial, neopsichedelici) molto lontani dagli schemi della politica esistente fino ad allora, una fetta consistente di essi era costituito da ex-occupanti del centro sociale Virus. Da tale incontro prese vita l'Helterskelter, collettivo che per alcuni anni organizzò concerti ed altre iniziative culturali negli spazi del Leoncavallo, ospitando diversi gruppi, performer e artisti di livello internazionale (D.O.A. Henry Rollins, Sonic Youth, Scream, O!Kult, Borghesia, Étant donnés). 
Negli anni seguenti il centro sociale divenne un punto di riferimento della musica indipendente.
Il Leoncavallo; tramite le sue strutture, ha prodotto e pubblicato diversi dischi e libri  tra questi alcuni gruppi misconosciuti che poi hanno raggiunto un notevole successo di pubblico e critica, come nel caso di Leoncavallo Live con  Bisca, 99 posse e Almamegretta.
Nella seconda metà degli anni ottanta il centro fu punto di riferimento, tra gli altri, di collettivi che facevano riferimento all'Autonomia Operaia.
Nella primavera del 1989 l'immobiliare "Scotti" vendette l'area al gruppo "Cabassi", che ottenne dall'amministrazione comunale guidata da Paolo Pillitteri la decisione dello sgombero del centro sociale, al fine di demolirlo e costruire uffici e negozi. Il 16 agosto approfittando del periodo vacanziero fu tentato lo sgombero, ma gli occupanti opposero inaspettata resistenza. Ne seguirono violenti scontri, con il lancio di centinaia di lacrimogeni nel centro sociale e gli occupanti che dal tetto dell'edificio lanciavano pietre e bottiglie molotov su carabinieri e polizia. I reparti speciali con l'esplosivo aprirono un varco nei muri ed entrarono nell'edificio. Furono arrestate le persone presenti sul tetto e denunciati a piede libero altri 55 manifestanti che erano riusciti a fuggire in via Lambrate. I 26, accusati in particolare per l'utilizzo delle molotov, furono condannati successivamente ad 1 anno e 6 mesi di carcere, con la condizionale. La sentenza concesse però loro attenuanti per "aver agito per alti valori morali e sociali" e suggerì pesanti responsabilità dell'amministrazione comunale:
(Motivazioni della sentenza del Tribunale di Milano, 27 giugno 1990)
I muri interni dell'edificio vennero abbattuti, e con essi gli storici murali; nello sgombero vennero devastati tutti gli oggetti trovati all'interno del centro, compresi parecchi computer funzionanti. Già a partire dai giorni seguenti però l'area venne rioccupata e partì la ripulitura e ricostruzione del centro. Il Leoncavallo proseguì così l'attività negli anni seguenti, divenendo sempre più punto di riferimento per i centri sociali di tutta Italia.
La resistenza allo sgombero, dal punto di vista dell'immaginario, costituì un formidabile volano di aggregazione giovanile e fu la base della nascita del movimento dei centri sociali in Italia. Ebbe riscontri anche in Inghilterra, Francia e Stati Uniti.

Il gruppo del Leoncavalla in piazza Duomo alla manifestazione sindacale del 1° Maggio (1991)

A partire dallo sgombero si creò una frattura all'interno del centro sociale tra coloro che vedevano il centro come parte di un movimento più ampio (Transiti, collettivo "Ma chi vi ha autorizzato?", cani sciolti, etc.) e coloro che volevano fare del Leoncavallo una realtà politica con leader riconosciuti (Daniele Farina) e punto di riferimento per gli altri centri sociali.
Gran parte di coloro che furono arrestati sul tetto facevano parte del primo gruppo e si allontanarono dal Leoncavallo quando prevalse la linea del secondo gruppo.
Inizialmente i seguaci di Farina portarono il Leoncavallo ad una pratica di violenza di piazza che culminò negli scontri del primo maggio 1991 in piazza del Duomo.
Gradualmente però, venuta meno l'esigenza di mantenere una leadership dentro e fuori il Leoncavallo con una "immagine rivoluzionaria" e creatasi invece una lunga lista di denunce nei loro confronti, i seguaci di Farina rimisero in discussione le loro modalità d'azione e le loro alleanze.
L'avvicinamento a posizioni nonviolente portò ad un ripensamento critico della strategia di resistenza attiva effettuata nel 1989 e iniziò il percorso che li portò ad entrare nel Partito della Rifondazione Comunista dieci anni dopo.

### Dal 1994, trasferimento in via Watteau

Tute bianche sul tetto del Leoncavallo in difesa di Radio Onda Diretta (2 luglio 1993)

Manifestazione di solidarietà davanti all'originaria sede del Leoncavallo, avvenuta il 17 ottobre 1993

La sede originaria, prima del trasferimento

Nel 1994 la sede storica viene definitivamente abbandonata. In linea con le posizioni nonviolente assunte e con la scelta di cercare la mediazione con partiti ed istituzioni, gli occupanti scelsero di evitare gli scontri con le forze dell'ordine. Fu concordato con la questura uno sgombero in cui i leoncavallini avrebbero opposto resistenza passiva e fu assegnata per sei mesi una sede in via Salomone.
Il 20 gennaio 1994 i presenti al presidio di protesta che venne indetto vennero portati fuori dalla polizia e "scortati" in una sorta di corteo che attraversò la città fino alla nuova sede. Durante le operazioni di trasferimento si verificarono però disordini e scontri con le forze dell'ordine, che portarono alla denuncia di numerosi manifestanti, 72 dei quali vennero condannati.
Da questo momento i militanti del Leoncavallo iniziarono ad utilizzare delle tute bianche con cappuccio come "divisa" (o meglio come "non divisa", secondo le teorizzazioni del movimento) per il servizio d'ordine interno durante le manifestazioni e le azioni di resistenza passiva. La scelta fu presa come ironica risposta ad una battuta dell'allora sindaco di Milano, il leghista Marco Formentini, che aveva fatto del voler sgomberare forzatamente il Leoncavallo uno dei punti cardine della propria campagna elettorale e che disse "che da quel momento, solo spettri si sarebbero aggirati per la città". L'utilizzo di tali abiti era stato suggerito da esponenti dei centri sociali legati al movimento zapatista e divenne da allora tratto distintivo della rete politica ¡Ya basta! fino al 2001, quando furono abbandonate nei mesi precedenti ai fatti del G8 di Genova in quanto rischiavano di diventare un "tratto identitario" di quello che venne effettivamente definito movimento delle Tute Bianche.
Le tute bianche furono utilizzate per la prima volta nell'autunno del 1993 durante una performance a sostegno di Radio Onda Diretta sul tetto di via Leoncavallo e successivamente durante la manifestazione del 10 settembre 1994.
La scelta di non-violenza fu ribadita durante un processo che portò all'incarcerazione di un ex-leoncavallino trovato in possesso di un inoffensivo residuato bellico e favorì l'entrismo del Leoncavallo nel Partito della Rifondazione Comunista.
Il centro sociale si trasferì quindi temporaneamente in via Salomone 71, nella periferia sud-est della città, in un capannone industriale assegnato per sei mesi dal prefetto. Questo verrà sgomberato a sorpresa il 9 agosto dopo assicurazioni in senso contrario della polizia. Per un mese il Leoncavallo rimane senza sede, quindi l'8 settembre venne occupata una ex cartiera in via Watteau, in zona Greco, con l'avallo non ufficiale del proprietario Marco Cabassi, figlio del proprietario della sede storica. La famiglia Cabassi per alcuni anni non richiese lo sgombero dell'immobile, che si trova in un'area sottoposta a vincolo di destinazione industriale e quindi di minor valore rispetto a via Leoncavallo.
Il 10 settembre 1994 si svolse una manifestazione di protesta dello sgombero di agosto che finì in scontri da piazza Cavour fino alla sede, che verrà cinta d'assedio dalle forze dell'ordine.
Sempre nel 1994 iniziarono le trasmissioni di Radio Onda d'urto di Milano, legata al Leoncavallo.
Il nuovo spazio, ampio 4 000 m² al coperto, più cortili, spazi verdi e sotterranei, venne strutturato come un piccolo quartiere, con una "piazza" centrale sempre aperta e le varie strutture attorno.
Nel dicembre 1995 la sede di via Watteau fu oggetto di una violenta perquisizione in cui furono danneggiati libri, quadri ed altri oggetti mentre i presenti furono legati e costretti ad assistere ai vandalismi. Una manifestazione di protesta organizzata da Primo Moroni si tenne sotto Natale senza incidenti in una città blindata. In un'altra occasione degli agenti furono malmenati.
Il 19 settembre 1998 i centri sociali del nordest vicini al Leoncavallo presentarono presso il centro sociale milanese la Carta di Milano, un documento politico che sintetizza le rivendicazioni dell'area che verrà identificata come "tute bianche". Le richieste principali riguardano l'amnistia per i detenuti politici, la liberalizzazione delle droghe leggere, la chiusura dei CPT, la scarcerazione dei malati gravi e dei malati di AIDS. L'impegno a
(Carta di Milano, 19 settembre 1998)
 profila una propensione al dialogo con i partiti e comporta una frattura insanabile con le aree anarchiche e dell'Autonomia.
Divengono quindi centrali nell'attività politica temi quali il reddito di cittadinanza, l'antiproibizionismo, la contestazione del precariato e la critica alla criminalizzazione dei migranti ed alla loro detenzione nei CPT. Il centro sociale prende il nome Leoncavallo S.P.A. (Spazio Pubblico Autogestito). Negli ultimi anni si stringe il rapporto con il partito Rifondazione Comunista, nelle cui liste viene eletto come indipendente Daniele Farina, esponente del Leoncavallo, dal 2001 al 2006 nel consiglio comunale di Milano e dal 2006 al 2008 Deputato in parlamento.
Dal 1999, la famiglia Cabassi, proprietaria della struttura di via Watteau, torna a chiedere di rientrare in possesso dell'immobile. Negli anni successivi viene più volte annunciato lo sfratto e lo sgombero, mentre le trattative proseguono con la mediazione dell'amministrazione comunale. Viene ipotizzata la costituzione di una cordata di "garanti", tra i quali la famiglia Moratti, ed il centro sociale si dice disponibile a pagare un affitto di 80.000 euro, cifra molto lontana dalle richieste dei proprietari.

Nel 2006 l'assessore alla cultura Vittorio Sgarbi ha inserito nella programmazione della "Giornata del Contemporaneo" i murali dell'ex cartiera, definendoli "Cappella Sistina della contemporaneità, un luogo d'arte permanente da visitare come il Pac, la Triennale, Palazzo Reale, gli altri luoghi al centro della Giornata del Contemporaneo". È stato anche pubblicato un catalogo: I graffiti del Leoncavallo, 2006, Skira.
Nel 2011 la giunta del nuovo sindaco Giuliano Pisapia ha aperto un tavolo tra il centro e la proprietà Cabassi affinché la posizione venga regolarizzata entro Natale. L'annuncio è stato diffuso dal portavoce del Leoncavallo nonché coordinatore cittadino di Sinistra Ecologia Libertà, Daniele Farina, e la decisione ha alimentato le polemiche dell'opposizione. In seguito a questi accordi, dopo oltre 30 sfratti accumulati dal 1975, le associazioni del Leoncavallo devono pagare un affitto di 500 000 euro annui (contro i 700 000 richiesti dalla famiglia Cabassi).
A ottobre 2021 la posizione del centro sociale rimane illecita ed i suoi occupanti risultano ancora sotto sfratto esecutivo.

## Iniziative
Il Leoncavallo è stato promotore e sede di molte iniziative e attività politiche, musicali e culturali a carattere sia italiano che internazionale:
- La Terra Trema:[16] Tra le evoluzioni del Critical Wine di Veronelli e dei Centri Sociali Autogestiti: La Terra Trema – Vini e vignaioli , agricolture, cibi e cultura materiale – progetto/evento ideato e realizzato con il Folletto25603 (spazio occupato e autogestito ad Abbiategrasso – Milano) insieme a centinaia di agricoltori, vignaioli, scrittori, gastronomi, appassionati, resistenti, cittadini, paesani. Evento simbolo è la tre giorni: La Terra Trema al Leoncavallo (fiera gastronomica riconosciuta in Italia e Europa, realizzata in autogestione, senza sponsor, né patrocini, negli storici spazi del Leoncavallo s.p.a. di Milano).
- Freego!: rassegna di concerti d.i.y. punk
- Sound Ciak!: rassegna di concerti e performance legati al mondo del cinema e della sonorizzazione
- Game Over Milano: festival dei videogiochi indipendenti
- La struttura concerti interna al centro nel arco tra gli anni '90 e 2000, ha curato anche l'organizzazione di eventi fuori Milano: come il concerto dei Bisca99posse davanti al castello maschio angioino a Napoli nel 1994 a chiusura del "Incredibile opposizione tour" e l'organizzazione del concerto con Manu Chao, 99 posse e Meganoidi il 19 luglio 2001 a Genova.

La struttura nel secondo decennio del secolo XXI non è la stessa che lo ha contraddistinto nella cultura di massa durante gli anni ottanta e novanta fino al ingresso nel nuovo millennio.
Se pur non collegati al contesto; in quegli anni tra le sue mura sono passati; divenendone attivisti; alcuni attori, registi, scrittori, che poi hanno avuto seguito anche a livello internazionale, tra questi il premio oscar Gabriele Salvatores.